# Amerikaanse presidentsverkiezingen 1916
De Amerikaanse presidentsverkiezingen van 1916 werden gehouden op 7 november 1916. Woodrow Wilson werd herkozen tot president.

## Presidentskandidaten

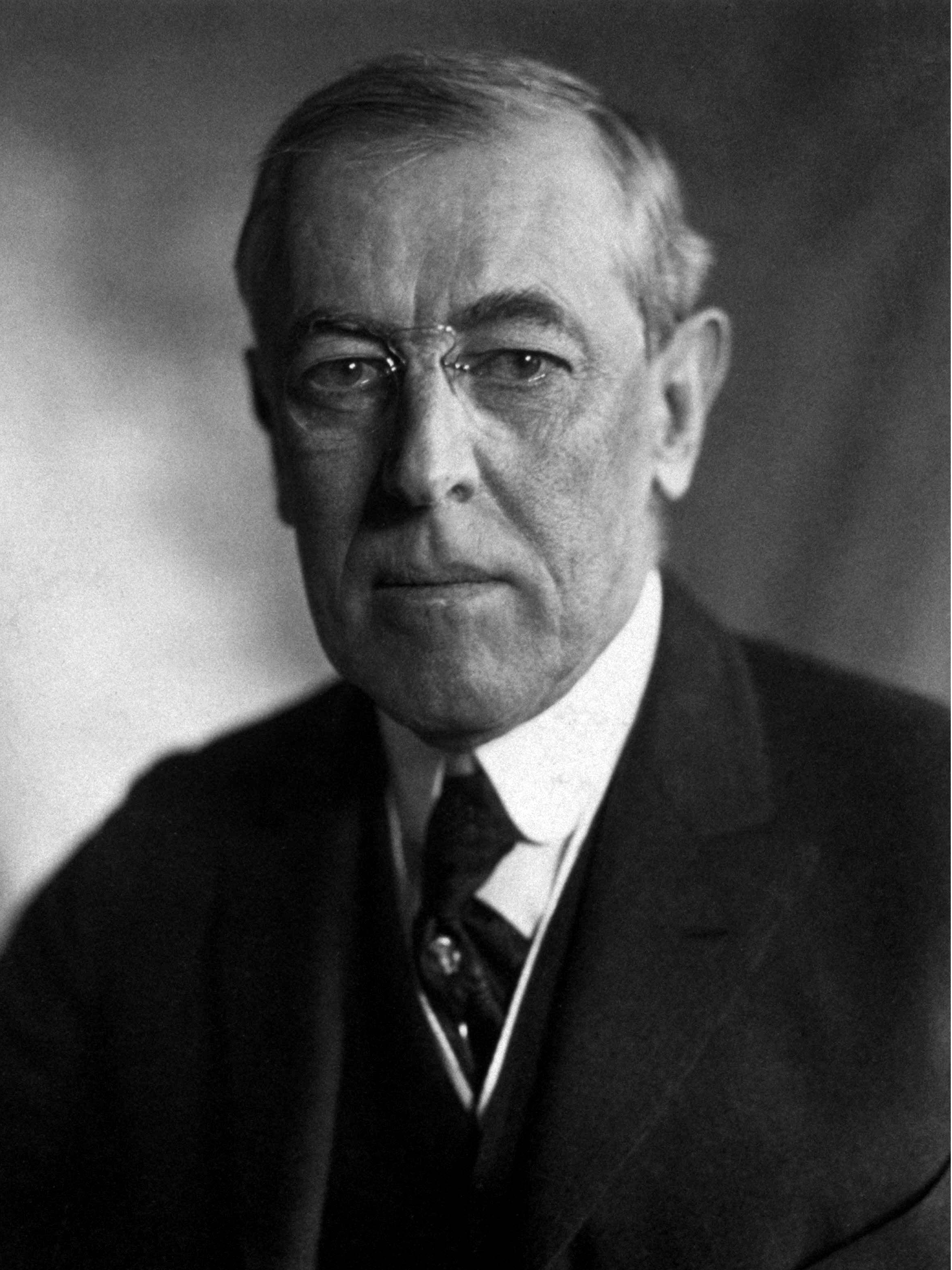
President Woodrow Wilson uit New Jersey Democratische Partij
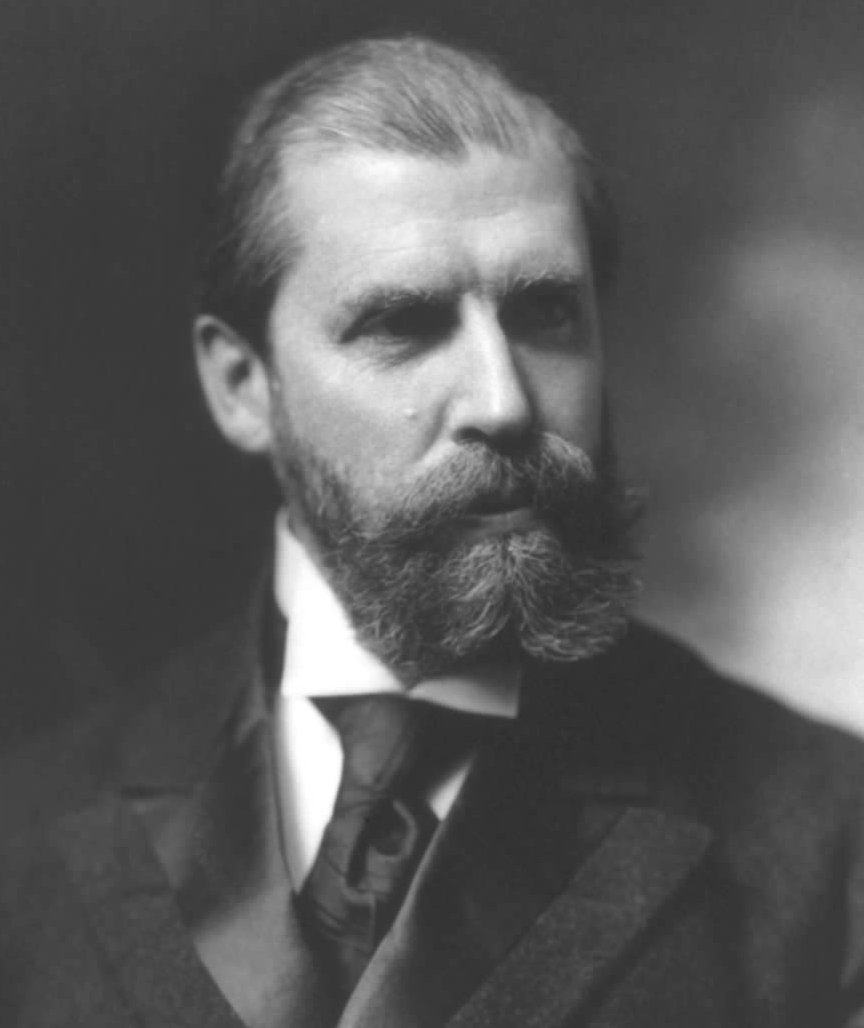
Voormalig Rechter Charles Evans Hughes uit New York Republikeinse Partij

### Vicepresidentskandidaten

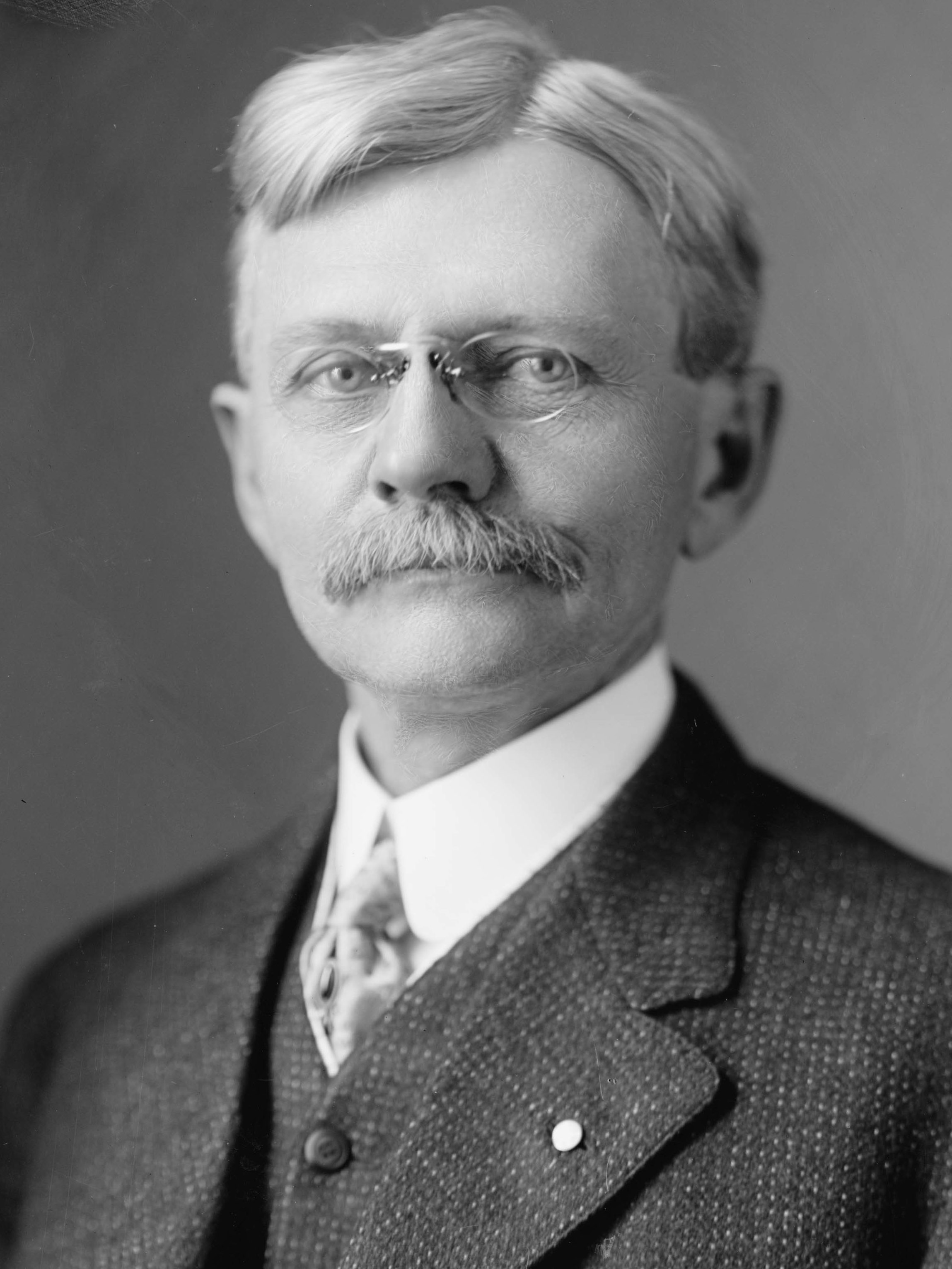
Vicepresident Thomas Marshall uit Indiana Democratische Partij
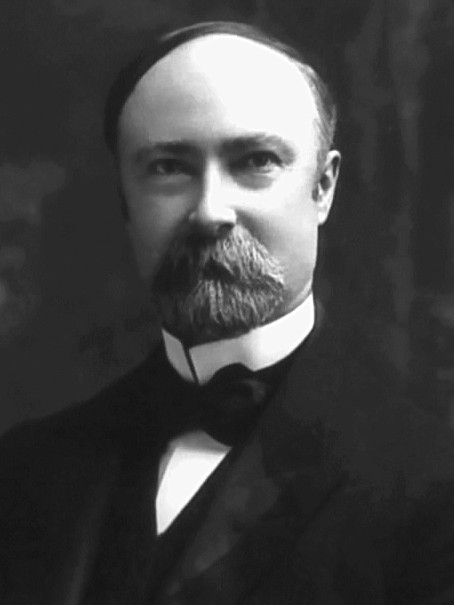
Voormalig Vicepresident Charles Fairbanks uit Indiana Republikeinse Partij

## Uitslag
| Naam            | Woodrow Wilson       | Charles Evans Hughes |
| Partij          | Democratische Partij | Republikeinse Partij |
| Thuisstaat      | New Jersey           | New York             |
| Running mate    | Thomas Marshall      | Charles Fairbanks    |
| Kiesmannen      | 277                  | 254                  |
| Gewonnen staten | 30                   | 18                   |
| Aantal stemmen  | 9,126,868            | 8,548,728            |
| Percentage      | 49.2%                | 46.1%                |

1789 · 1792 · 1796 · 1800 · 1804 · 1808 · 1812 · 1816 · 1820 · 1824 · 1828 · 1832 · 1836 · 1840 · 1844 · 1848 · 1852 · 1856 · 1860 · 1864 · 1868 · 1872 · 1876 · 1880 · 1884 · 1888 · 1892 · 1896 · 1900 · 1904 · 1908 · 1912 · 1916 · 1920 · 1924 · 1928 · 1932 · 1936 · 1940 · 1944 · 1948 · 1952 · 1956 · 1960 · 1964 · 1968 · 1972 · 1976 · 1980 · 1984 · 1988 · 1992 · 1996 · 2000 · 2004 · 2008 · 2012 · 2016 · 2020 · 2024